# 秩父宮記念学術賞
秩父宮記念学術賞（ちちぶのみやきねんがくじゅつしょう）とは、日本学術振興会が1963年（昭和38年）から1995年（平成7年）まで制定していた賞である。

## 概要
この賞は、山に造詣の深かった秩父宮雍仁親王が昭和8～15年まで財団法人日本学術振興会（今の独立行政法人日本学術振興会）の総裁として多大な功績を残したことを記念して、制定された賞である。
秩父宮雍仁親王は生前スポーツの宮様として国民に親しまれていたことは有名であるが、その一方で山に対しても造詣が深く、英国留学中にマッターホルン登頂を果たし、日本アルプスをとても好んでいた。そのような経緯を踏まえ、この賞は山に関する研究成果に対して贈られていた。
雍仁親王妃勢津子の薨去に伴い、平成7年度をもって廃止されている。

## 特徴
- 南極越冬隊や、各登山隊などが受賞しているように、フィールドワークを基調としているフィールドサイエンスの成果を評価するものである。
- 「山」に関する研究であれば、地理学など固定の学問に限定されない学際的な賞である。
- 授賞式には、雍仁親王妃勢津子が必ず参加し、受賞者の研究に対してコメントを寄せていた。

## 選考基準
- 「山」に関する学術研究で顕著な研究業績をあげた個人・団体であること
- 日本地理学会、日本地質学会など、関係学会の推薦を得ていること

以上の基準を満たしたものから選考委員会が選考し、決定する。

## 受賞者
- 第1回（1963年度）:  京都大学生物誌研究会「ネパール・ヒマラヤにおける学術調査研究」
- 第2回（1964年度）: 長野県大町市立大町山岳博物館「山に関する科学の進歩についての著しい貢献」
- 第3回（1965年度）: 第一次南極越冬隊「第一次南極地域観測越冬隊の業績」
- 第4回（1966年度）: 富山大学学術調査団「北アルプスの自然」
- 特別賞（1967年度）: 京都大学生物誌研究会「 カラコラム・ ヒンズークシ学術探検隊報告」
- 第5回（1968年度）: 藤村郁雄「富士山における山岳気象の観測研究」
- 第6回（1969年度）: 武田久吉「多年にわたる高山植物の生態に関する研究」
- 第7回（1970年度）: 第九次 南極地域観測越冬隊内陸調査旅行隊「南極点往復内陸調査の業績」
- 第8回（1971年度）: 1970年 エベレスト登山隊「1970年エベレスト登山隊の業績」
- 第9回（1972年度）: 辻村太郎（ 東京大学）「多年にわたる日本の山岳地形に関する研究」
- 第10回（1973年度）: 北海道大学ヒマラヤ委員会ネパール・ヒマラヤ地質研究会「ネパール・ヒマラヤ地質研究」
- 第11回（1974年度）:  久留米大学ネパール医学調査診療隊「ネパールの医療事情に関する研究」
- 第12回（1975年度）: 原寛（東京大学）「東部ヒマラヤの植物相」
- 第13回（1976年度）: 万木良平（ 航空自衛隊）「高所医学の研究」
- 第14回（1977年度）: 川喜田二郎（ 東京工業大学）「ネパール山地における民族地理学的研究」
- 第15回（1978年度）: 津屋弘達（東京大学）「富士山の地質学的・岩石学的研究」
- 第16回（1979年度）: 白鳥芳郎（ 上智大学）「東南アジア山地民族に関する調査研究」
- 第17回（1980年度）: ネパール・ヒマラヤ氷河学術調査隊「ネパール・ヒマラヤの氷河と気候に関する研究」
- 第18回（1981年度）: 岡山俊雄（明治大学）「日本の山岳地形の研究」
- 第19回（1982年度）: 五百沢智也（ 愛媛大学）「日本アルプスおよびヒマラヤ山脈における氷河地形および地誌の研究」
- 第20回（1983年度）: 千葉徳爾（明治大学）「日本における狩猟伝承の研究」
- 第21回（1984年度）: 沼田眞（千葉大学）「東部ネパール・ヒマラヤにおける生態学的研究」
- 第22回（1985年度）: 藤田和夫（大阪市立大学）「日本の山岳地形に関する地質学的・地形学的研究」
- 第23回（1986年度）: 宮家準（慶應義塾大学）「修験道の研究」
- 特別賞（1986年度）: 小寺廉吉（富山大学）「 庄川上流山村の変貌に関する研究」
- 第24回（1987年度）: 早津賢二「妙高火山群－その地質と活動史－の研究」
- 第25回（1988年度）：向山雅重「信州伊那山村における民俗学的研究」
- 第26回（1989年度）: 中尾佐助（大阪市立大学）「栽培植物と農耕の起源に関する文化複合の民族植物学的研究」
- 第27回（1990年度）: 大井正一「登山に関する気象学の研究」
- 第28回（1991年度）: 京都大学ヒマラヤ医学学術登山隊「京都大学ヒマラヤ医学学術登山隊1989・1990年の業績」
- 第29回（1992年度）: 大和久震平「古代山岳信仰遺跡の研究－日光山地を中心とする山頂遺跡の一考察」
- 第30回（1993年度）: ヒマラヤとその周辺の隠花植物調査隊「ヒマラヤの隠花植物の調査研究」
- 第31回（1994年度）: 神奈川工科大学自然エネルギー利用研究グループ「山岳地域における自然エネルギー利用の実用化研究」
- 第32回（1995年度）: 春田俊郎「『ネパールの蛾』の分類、分布、発生期等に関する研究」、 大貫良夫「中央アンデス文明形成の先史学的研究」